# Justice League - La crisi dei due mondi
Justice League - La crisi dei due mondi (Justice League: Crisis on Two Earths) è un film d'animazione direct-to-video del 2010 diretto da Sam Liu e Lauren Montgomery. Prodotto dalla Warner Bros. Animation, si ispira vagamente al romanzo a fumetti di Grant Morrison JLA: Terra 2 (2000), in cui un eroico Lex Luthor proveniente da un universo alternativo giunge nell'universo della Justice League per chiedere aiuto contro il Sindacato del crimine. Settimo film della serie DC Universe Animated Original Movies, uscì negli Stati Uniti il 23 febbraio 2010.

## Trama
In un universo alternativo, le versioni eroiche di Lex Luthor e Joker (chiamato Jester) rubano un dispositivo chiamato "innesco quantico" dal quartier generale del Sindacato del crimine. Quando scatta un allarme, Jester si sacrifica per permettere a Luthor di fuggire dal Sindacato. Luthor fugge sulla Terra della Justice League attivando un dispositivo che consente viaggi interdimensionali.
La Justice League viene convocata in una prigione dove è tenuto Luthor, e la vista a raggi X di Superman conferma che gli organi invertiti di Luthor indicano che proviene da una Terra parallela. La Justice League porta il Luthor alternativo alla Torre di Guardia, dove vengono a conoscenza della minaccia del Sindacato. Mentre la Justice League discute sulla questione, Luthor nasconde l'innesco quantico sul satellite. Ad eccezione di Batman, il resto della Justice League viaggia sulla Terra di Luthor.
Al loro arrivo, gli eroi attaccano i bersagli del Sindacato. Dopo una serie di raid riusciti in cui cattura Ultraman, la Justice League affronta il presidente Slade Wilson, che libera Ultraman e spiega che accondiscendere alle richieste del Sindacato salverà milioni di vite. Martian Manhunter, a sua volta, si innamora della figlia di Wilson, Rose. Superwoman e tre dei suoi luogotenenti arrivano nella dimensione della Justice League e, sulla Torre di Guardia, combattono il resto della Justice League, incluso Batman. Fuggono con l'innesco quantico, ma Batman li insegue, affronta Superwoman sulla Terra del Sindacato e la cattura. Rose viene a conoscenza della base del Sindacato per permettere alla Justice League di affrontarli. La Justice League arriva alla base lunare del Sindacato del crimine con Superwoman e alla fine affronta il Sindacato.
Owlman, in segreto, ha sviluppato una bomba chiamata "dispositivo quantico ad autostati". Credendo nell'idea che nulla di ciò che fanno possa avere importanza, si teletrasporta su Terra Prime con essa per distruggere la realtà. Luthor ipotizza che un velocista possa essere in grado di vibrare e adattarsi alla vibrazione temporale del dispositivo, aprendo un portale. Dopo che Johnny Quick si offre volontario, Batman insegue Owlman e lo affronta a duello. Alla fine del combattimento, Batman teletrasporta Owlman e il dispositivo su un'altra Terra disabitata, dove il dispositivo esplode, uccidendo Owlman.
Batman torna sulla Terra del Sindacato, dove Quick muore per lo sforzo di fungere da canale vibratorio. Il presidente Wilson arresta il resto del Sindacato del crimine e Martian Manhunter saluta Rose per tornare con la Justice League. Al ritorno sulla loro Terra, Batman e Superman discutono di una campagna di affiliazione per la Justice League.

## Personaggi e doppiatori
| Personaggio       | Doppiatore originale | Doppiatore italiano |
| ----------------- | -------------------- | ------------------- |
| Batman            | William Baldwin      | Marco Balzarotti    |
| Superman          | Mark Harmon          | Lorenzo Scattorin   |
| Lex Luthor        | Chris Noth           | Massimiliano Lotti  |
| Superwoman        | Gina Torres          |                     |
| Owlman            | James Woods          | Alessandro D'Errico |
| Martian Manhunter | Jonathan Adams       | Antonello Governale |
| Ultraman          | Brian Bloom          | Riccardo Lombardo   |
| Presidente Wilson | Bruce Davison        | Enrico Maggi        |
| Flash             | Josh Keaton          | Renato Novara       |
| Wonder Woman      | Vanessa Marshall     | Cinzia Massironi    |
| Lanterna Verde    | Nolan North          | Paolo De Santis     |
| Rose Wilson       | Freddi Rogers        | Debora Magnaghi     |
| Johnny Quick      | James Patrick Stuart |                     |

## Produzione
Nel 2004 Bruce Timm rivelò che era in fase di sviluppo un film direct-to-video sulla Justice League che avrebbe dovuto collegare le serie animate Justice League e Justice League Unlimited. Il film si sarebbe dovuto intitolare Justice League: Worlds Collide. Uno degli obiettivi del film era spiegare come Wonder Woman avesse acquisito il suo Invisible-Jet. Il progetto fu infine abbandonato dalla Warner Bros.
Tuttavia, il film fu riscritto da Dwayne McDuffie per la serie DC Universe Animated Original Movies con il titolo Justice League - La crisi dei due mondi, ma rimuovendo ogni collegamento con la serie animata. L'animazione fu realizzata dallo studio sudcoreano Moi Animation.

## Colonna sonora
La colonna sonora del film, composta da James L. Venable con il contributo di Christopher Drake (compositore anche del tema principale), fu pubblicata dalla WaterTower Music il 1º aprile 2010.

### Tracce
1. Break In – 3:13
2. Finish What the Jester Started / Main Title – 3:24
3. Only Surviving Member / Police Station / Of Course We'll Help – 3:09
4. Headquarters Battle – 4:07
5. Battle in the Sky – 3:59
6. QED Monologue / Crime Syndicate / Made Men / Flash and Jon[sic] Shipyard Battle – 4:53
7. Sup and Lex Fight Jimmy and Ultraman – 3:07
8. Owlman Multiverse Monologue / President Office Monologue – 2:25
9. Rose Garden and Ultraman Intimidation / Superwoman Toys with Bats / Batman Pissed at Luthor / Sniper Red Archer / Owlman Gets Quantum Trigger – 4:31
10. Perimeter Breach Watchtower – 5:10
11. Rose and Jon Mindmeld / Owlman's End / Batman Owlman Fight – 4:44
12. Moonbase Intro / Is This Just a Little Too Easy / Moonbase Battle – 6:25
13. Teleport – 3:10
14. John Says Goodbye / Johnny Burns Out / Cavalry – 3:37
15. Ending / End Credits – 4:04

Durata totale: 59:58

## Distribuzione

### Edizione italiana
L'edizione italiana fu distribuita sulla piattaforma on demand Premium Net TV di Mediaset Premium nella primavera del 2011. Il doppiaggio fu eseguito a Milano.

### Edizioni home video
Il film fu distribuito in America del Nord in DVD-Video in edizione a disco singolo e a disco doppio e in Blu-ray Disc il 23 febbraio 2010. Le edizioni DVD a disco doppio e Blu-ray includono come extra il cortometraggio DC Showcase: The Spectre, con protagonista lo Spettro; il Blu-ray include inoltre uno speciale sulla miniserie a fumetti Crisi d'identità, delle featurette su Batman: Under the Red Hood e sui film precedenti della serie, quattro episodi della serie animata Justice League selezionati da Bruce Timm e i film TV pilota Morte per gli agenti speciali e Aquaman.

## Accoglienza

### Vendite
Negli Stati Uniti il film ha incassato 6 088 724 dollari dalle vendite di DVD e 2 571 186 dollari dalle vendite di Blu-ray, portando gli incassi totali del mercato home video a 8 659 910 dollari.